# Japanischer Gemeindeschlüssel
Der japanische Gemeindeschlüssel (jap. 全国地方公共団体コード, zenkoku chihō kōkyō dantai kōdo, dt. Code der Gebietskörperschaften des ganzen Landes) ist eine fünf- oder, mit Prüfziffer, sechsstellige Ziffernfolge zur Identifizierung von Gebietskörperschaften in Japan. Er ist in seiner Funktion mit dem amtlichen Gemeindeschlüssel in Deutschland und Österreich vergleichbar.
Der japanische Gemeindeschlüssel wurde 1968 vom damaligen japanischen Ministerium für Selbstverwaltung (dem heutigen Ministerium für Innere Angelegenheiten und Kommunikation) eingeführt, 1970 von der Behörde für Verwaltungsaufsicht angenommen und ist seither Grundlage für Volkszählungen und amtliche Statistiken in Japan.

## Aufbau
Der Aufbau des Gemeindeschlüssels ist abcde-f. Die ersten beiden Ziffern ab bezeichnen die japanische Präfektur beginnend mit Hokkaidō im Norden (01) bis Okinawa im Süden (47) und entsprechen dem jeweiligen Code in ISO 3166-2:JP. Bezieht sich der Schlüssel nur auf die Präfektur, sind die folgenden Ziffern cde Nullen.
Die dritte Ziffer c ist bei den durch Regierungserlass bestimmten Städten und den Bezirken Tokios 1, bei den übrigen Großstädten (市, shi) 2 und bei den Kleinstädten (町, machi bzw. chō) und Dörfern (村, mura bzw. son) 3 bis 7, sowie bei Zweckverbänden 8. Das staatliche Vermessungsamt (Kokudo Chiriin) verwendet auch Gebietskörperschaftsschlüssel für ehemalige Landkreise (gun), diese haben als dritte Ziffer ebenfalls 3 bis 7 und sind mit den kreiszugehörigen Gemeinden gruppiert.
Die Berechnung der Prüfziffer f erfolgt gemäß der Rechenvorschrift {\displaystyle f=11-\left(6a+5b+4c+3d+2e\right)\mod 11}.